# Fleix
Fleix es una comuna francesa situada en el departamento de Vienne, en la región de Nueva Aquitania.

## Demografía
| 237 | 180 | 153 | 129 | 129 | 151 |
| Para los censos de 1962 a 1999 la población legal corresponde a la población sin duplicidades (Fuente: INSEE [Consultar]) |     |     |     |     |     |